# Jordan King
Jordan King (Warwick, 1994. február 26. –) angol autóversenyző.

## Pályafutása

### A kezdetek
King a gokartozással kezdte karrierjét, majd 2009-ben, 15 éves korában kipróbálhatott egy Formula–2-es autót.
2010-ben a Formula Renault UK Winter Series-ben versenyzett mielőtt 2011-ben fellépett a fősorozatba. Az évben három fordulón át versenyzett a Formula–2-ben, ahol többször is pontot tudott szerezni.

### Formula–3 Európa-bajnokság
2013 és 2014 között a Formula–3-ban szerepelt a Carlin pilótájaként. Többször is dobogóra állhatott, de nyernie nem sikerült. Az év végét a hatodik, illetve a hetedik helyen zárta.

### GP2
2015-ben a Racing Engineering csapattal csatlakozott a GP2-höz, ahol a belga fordulón a dobogó második fokára állhatott fel. A szezont a 12. helyen zárta. 2016-ra a csapat meghosszabbította a szerződését Kinggel. A bajnokság szezonnyitó futamán második dobogóját, majd megszerezte élete első győzelmét a GP2-ben az osztrák nagydíj sprintversenyén. Az ezt követő brit nagydíjon rögtön már második elsőségét ünnepelhette. A magyar gp-n 2. helyen végzett és ezt a pozíciót megismételte a belga nagydíj főversenyén. Az évet a 7. helyen zárta 122 pontot gyűjtve.

### Formula–2
A 2017-es idény már FIA Formula–2 bajnokság néven indult útjára, ahol a holland MP Motorsport versenyzője lett. Az első 11 futamból, 10-en egyaránt értékes pontokat szerzett, egyedül az azeri sprintversenyen nem, ahol kizárták.
2019. március 22-én utolsóként a mezőnyből, korábbi csapata az MP Motorsport bejelentette, hogy King egy év kihagyás után újra visszatér az istállóhoz. Egyedül a monacói versenyhétvégét ki kellett hagynia, ugyanis az Indianapolisi 500-on vett részt, ezért Artyom Markelov helyettesítette.

### Formula–1
2015-ben bejelentették, hogy King lesz a Manor teszt- és fejlesztőversenyzője 2016-ra. Az amerikai nagydíj 1. szabadedzésen vezethette is Pascal Wehrlein autóját. 2017-re a csapat csődeljárás alá került és decemberben megszűnt.
2021-től az Alpine szimulátorosa lett.

### IndyCar
2018-ra aláírt az amerikai sorozatba az Ed Carpenter Racing-hez, mint néhány versenyen résztvevő pilóta a 20-as számú autóban, és megosztotta a vezetési feladatokat a csapattulajdonos, oválokon induló Ed Carpenterrel. A St. Petersburgban rendezett Firestone Grand Prix-n a kvalifikáción pályarekordot autózott és végül az 5. helyen hozta be az autót. A legendás Indy 500 előtt az Indianapolis Motor Speedway gp-vonalvezetésén szintén bejutott a legjobb hat versenyző közé. Annak ellenére, hogy ezt az év további részében is rendre hozta, az éles versenytempója gyengébbnek bizonyult. Futamon elért legjobb helyezése egy 11. pozíció volt az egyetlen USA-n kívüli fordulóban, a kanadai Toronto városi, utcai pályáján.
2019-re átigazolt a Rahal Letterman Lanigan Racing-hez (RLL), amely istálló őt nevezte a 2019-es Indianapolisi 500-ra. Sikeres kvalifikáció után végül a 26. célba érő helyen intették le.

### WEC
A 2018–19-es WEC szuper-szezon utolsó három hétvégéjén lehetőséget kapott a Jakie Chan DC Racing-nél, köztük a Le Mans-i 24 óráson is, amely versenyt csapattársaival együtt 199 kör után feladni kényszerült.
A 2019–20-as évadban már az LMP1-ben szereplő újonc csapat, a Team LNT versenyezője lett néhány versenyen.

### Formula–E
A 2016–17-es Formula–E kiírásban az indiai Mahindra Racing csapatával tesztelt, majd 2019-ben a Dragon Racing autóját vitte pályára. 2021 februárjában bejelentették, hogy a Mahindra hivatalos szimulátor- és fejlesztőpilótája lett.

## Eredményei

### Teljes Formula–2-es eredménylistája
(Félkövér: pole-pozícióból indult; dőlt: leggyorsabb kört futott)
| Év   | Csapat            | 1     | 2     | 3     | 4     | 5        | 6       | 7       | 8       | 9        | 10       | 11    | 12    | 13    | 14    | 15    | 16    | Helyezés | Pont |
| ---- | ----------------- | ----- | ----- | ----- | ----- | -------- | ------- | ------- | ------- | -------- | -------- | ----- | ----- | ----- | ----- | ----- | ----- | -------- | ---- |
| 2011 | MotorSport Vision | SIL 1 | SIL 2 | MAG 1 | MAG 2 | SPA 1 17 | SPA 2 8 | NÜR 1 5 | NÜR 2 9 | BRH 1 Ki | BRH 2 10 | RBR 1 | RBR 2 | MNZ 1 | MNZ 2 | CAT 1 | CAT 2 | 14.      | 17   |

### Teljes Formula–3 Európa-bajnokság eredménysorozata
(Táblázat értelmezése)

(Félkövér: pole-pozícióból indult; dőlt: leggyorsabb kört futott) 

| Év   | Csapat | 1       | 2        | 3       | 4        | 5        | 6       | 7        | 8         | 9       | 10      | 11       | 12       | 13       | 14       | 15       | 16       | 17      | 18      | 19      | 20      | 21       | 22      | 23       | 24      | 25       | 26       | 27      | 28      | 29       | 30       | 31      | 32       | 33      | Helyezés | Pont |
| ---- | ------ | ------- | -------- | ------- | -------- | -------- | ------- | -------- | --------- | ------- | ------- | -------- | -------- | -------- | -------- | -------- | -------- | ------- | ------- | ------- | ------- | -------- | ------- | -------- | ------- | -------- | -------- | ------- | ------- | -------- | -------- | ------- | -------- | ------- | -------- | ---- |
| 2013 | Carlin | MNZ 1 7 | MNZ 2 Ki | MNZ 3 9 | SIL 1 11 | SIL 2 Ki | SIL 3 6 | HOC 1 10 | HOC 2 9   | HOC 3 5 | BRH 1 7 | BRH 2 13 | BRH 3 10 | RBR 1 2  | RBR 2 6  | RBR 3 5  | NOR 1 17 | NOR 2 9 | NOR 3 9 | NÜR 1 4 | NÜR 2 4 | NÜR 3 Ki | ZAN 1 3 | ZAN 2 3  | ZAN 3 2 | VAL 1 13 | VAL 2 Ki | VAL 3 5 | HOC 1 6 | HOC 2 8  | HOC 3 9  |         |          |         | 6.       | 176  |
| 2014 | Carlin | SIL 1 3 | SIL 2 6  | SIL 3 9 | HOC 1 3  | HOC 2 9  | HOC 3 7 | PAU 1 5  | PAU 2 18† | PAU 3 9 | HUN 1 5 | HUN 2 Ki | HUN 3 Ni | SPA 1 10 | SPA 2 10 | SPA 3 10 | NOR 1 Ki | NOR 2   | NOR 3   | MSC 1 2 | MSC 2 5 | MSC 3 Ki | RBR 1 9 | RBR 2 Ki | RBR 3 7 | NÜR 1 4  | NÜR 2 6  | NÜR 3 5 | IMO 1 2 | IMO 2 19 | IMO 3 11 | HOC 1 6 | HOC 2 13 | HOC 3 2 | 7.       | 217  |

### Teljes GP2-es eredménysorozata
(Táblázat értelmezése)

(Félkövér: pole-pozícióból indult; dőlt: leggyorsabb kört futott) 

| Év   | Csapat             | 1         | 2         | 3          | 4          | 5           | 6          | 7          | 8         | 9           | 10         | 11        | 12         | 13         | 14         | 15        | 16         | 17         | 18         | 19         | 20         | 21         | 22         | Helyezés | Pont |
| ---- | ------------------ | --------- | --------- | ---------- | ---------- | ----------- | ---------- | ---------- | --------- | ----------- | ---------- | --------- | ---------- | ---------- | ---------- | --------- | ---------- | ---------- | ---------- | ---------- | ---------- | ---------- | ---------- | -------- | ---- |
| 2015 | Racing Engineering | BHR FEA 4 | BHR SPR 9 | ESP FEA 14 | ESP SPR 11 | MON FEA 9   | MON SPR Ki | AUT FEA 12 | AUT SPR 7 | GBR FEA 22† | GBR SPR 10 | HUN FEA 6 | HUN SPR 12 | BEL FEA 8  | BEL SPR 2  | ITA FEA 8 | ITA SPR Ki | RUS FEA Ki | RUS SPR 15 | BHR2 FEA 9 | BHR2 SPR 6 | UAE FEA 6  | UAE SPR T  | 12.      | 60   |
| 2016 | Racing Engineering | ESP FEA 7 | ESP SPR 3 | MON FEA Ki | MON SPR 16 | EUR FEA 12† | EUR SPR 4  | AUT FEA 8  | AUT SPR 1 | GBR FEA 8   | GBR SPR 1  | HUN FEA 8 | HUN SPR 2  | GER FEA 15 | GER SPR 11 | BEL FEA 2 | BEL SPR 12 | ITA FEA 7  | ITA SPR 4  | MAL FEA 5  | MAL SPR 14 | UAE FEA 13 | UAE SPR 10 | 7.       | 122  |

† Nem fejezte be a futamot, de helyezését értékelték, mert teljesítette a versenytáv több, mint 90%-át.

### Teljes Formula–1-es eredménysorozata
(Táblázat értelmezése)

(Félkövér: pole-pozícióból indult; dőlt: leggyorsabb kört futott) 

| Év   | Csapat | 1   | 2   | 3   | 4   | 5   | 6   | 7   | 8   | 9   | 10  | 11  | 12  | 13  | 14  | 15  | 16  | 17  | 18     | 19  | 20  | 21     | Helyezés | Pont |
| ---- | ------ | --- | --- | --- | --- | --- | --- | --- | --- | --- | --- | --- | --- | --- | --- | --- | --- | --- | ------ | --- | --- | ------ | -------- | ---- |
| 2016 | Manor  | AUS | BHR | CHN | RUS | ESP | MON | CAN | EUR | AUT | GBR | HUN | GER | BEL | ITA | SIN | MAL | JPN | USA Tp | MEX | BRA | UAE Tp | –        | –    |

### Teljes FIA Formula–2-es eredménysorozata
(Táblázat értelmezése)

(Félkövér: pole-pozícióból indult; dőlt: leggyorsabb kört futott) 

| Év   | Csapat        | 1          | 2         | 3         | 4          | 5         | 6         | 7         | 8           | 9         | 10         | 11        | 12         | 13         | 14         | 15         | 16         | 17         | 18         | 19        | 20         | 21         | 22         | 23         | 24        | Helyezés | Pont |
| ---- | ------------- | ---------- | --------- | --------- | ---------- | --------- | --------- | --------- | ----------- | --------- | ---------- | --------- | ---------- | ---------- | ---------- | ---------- | ---------- | ---------- | ---------- | --------- | ---------- | ---------- | ---------- | ---------- | --------- | -------- | ---- |
| 2017 | MP Motorsport | BHR FEA 4  | BHR SPR 5 | ESP FEA 9 | ESP SPR 5  | MON FEA 9 | MON SPR 8 | AZE FEA 6 | AZE SPR Kiz | AUT FEA 9 | AUT SPR 6  | GBR FEA 7 | GBR SPR Ki | HUN FEA 15 | HUN SPR 11 | BEL FEA Ki | BEL SPR 14 | ITA FEA 10 | ITA SPR 20 | JER FEA 6 | JER SPR Ki | UAE FEA 8  | UAE FEA Ki |            |           | 11.      | 62   |
| 2019 | MP Motorsport | BHR FEA 17 | BHR SPR 8 | AZE FEA 3 | AZE SPR Ki | ESP FEA 7 | ESP SPR 7 | MON FEA   | MON SPR     | FRA FEA 6 | FRA SPR 11 | AUT FEA 8 | AUT SPR 7  | GBR FEA 10 | GBR SPR 9  | HUN FEA 6  | HUN SPR 4  | BEL FEA T  | BEL SPR T  | ITA FEA 6 | ITA SPR 2  | RUS FEA 12 | RUS SPR 9  | UAE FEA 12 | UAE SPR 9 | 9.       | 79   |

* A szezon jelenleg is zajlik.
† A versenyt nem fejezte be, de helyezését értékelték, mert teljesítette a futam több, mint 90%-át.

### Teljes IndyCar eredménysorozata
| Év   | Csapat                         | 1      | 2   | 3      | 4      | 5      | 6       | 7      | 8      | 9   | 10     | 11  | 12     | 13     | 14  | 15  | 16     | 17     | Helyezés | Pont |
| ---- | ------------------------------ | ------ | --- | ------ | ------ | ------ | ------- | ------ | ------ | --- | ------ | --- | ------ | ------ | --- | --- | ------ | ------ | -------- | ---- |
| 2018 | Ed Carpenter Racing            | STP 21 | PHX | LBH 18 | ALA 14 | IMS 24 | INDY    | DET 16 | DET 18 | TXS | ROA 12 | IOW | TOR 11 | MDO 12 | POC | GTW | POR 15 | SNM 13 | 22.      | 175  |
| 2019 | Rahal Letterman Lanigan Racing | STP    | COA | ALA    | LBH    | IMS    | INDY 24 | DET    | DET    | TXS | ROA    | TOR | IOW    | MDO    | POC | GTW | POR    | LAG    | 36.      | 12   |

* A szezon jelenleg is zajlik.

#### Indianapolis 500
| Év   | Kasztni | Motor | Rajthely | Eredmény | Csapat                         |
| ---- | ------- | ----- | -------- | -------- | ------------------------------ |
| 2019 | Dallara | Honda | 26       | 24       | Rahal Letterman Lanigan Racing |

### Teljes FIA World Endurance Championship eredménysorozata
(Táblázat értelmezése)

(Félkövér: pole-pozícióból indult; dőlt: leggyorsabb kört futott) 

| Év      | Csapat                | Osztály | Autó              | Motor                   | 1   | 2   | 3     | 4      | 5   | 6     | 7     | 8      | Helyezés | Pont |
| ------- | --------------------- | ------- | ----------------- | ----------------------- | --- | --- | ----- | ------ | --- | ----- | ----- | ------ | -------- | ---- |
| 2018–19 | Jackie Chan DC Racing | LMP2    | Oreca 07          | Gibson GK428 4.2 L V8   | SPA | LMS | SIL   | FUJ    | SHA | SEB 1 | SPA 6 | LMS Ki | 11.      | 40   |
| 2019–20 | Team LNT              | LMP1    | Ginetta G60-LT-P1 | AER P60C 2.4 L Turbo V6 | SIL | FUJ | SHA 4 | BHR Ki | COA | SEB   | SPA   | LMS    | 20.      | 12   |

* A szezon jelenleg is zajlik.

### Le Mans-i 24 órás autóverseny
| Év   | Csapat                | Csapattárs                            | Autó            | Kategória | Kör | Összetett Helyezés | Kategória Helyezés |
| ---- | --------------------- | ------------------------------------- | --------------- | --------- | --- | ------------------ | ------------------ |
| 2019 | Jackie Chan DC Racing | Ricky Taylor David Heinemeier Hansson | Oreca 07-Gibson | LMP2      | 199 | Kiesett            | Kiesett            |